# 1917 en Belgique
Chronologie de la Belgique
- 1913
- 1914
- 1915
- 1916
- 1917
- 1918
- 1919
- 1920
- 1921

Cette page recense des événements qui se sont produits durant l'année 1917 en Belgique.

## Chronologie
- 4 février : création du Conseil de Flandre par des activistes flamingants.
- 3 mars : le Conseil de Flandre envoie une délégation auprès du chancelier allemand Theobald von Bethmann Hollweg pour réclamer une séparation administrative en Belgique.
- 21 mars : séparation administrative entre la Flandre et la Wallonie (Flamenpolitik).
- 8 avril : depuis Le Havre, le gouvernement belge déclare s'opposer à la séparation administrative. Il menace de représailles ceux qui y collaboreraient.
- 18 avril : mort du gouverneur général de Belgique Moritz von Bissing.
- 22 avril : le général Ludwig von Falkenhausen est nommé gouverneur général de Belgique.
- 4 mai : censure des journaux flamands diffusés sur le front de l'Yser.
- 5 juin : le roi Albert Ier survole le front à bord d'un avion.
- Du 7 au 14 juin : bataille de Messines. Victoire alliée.
- Du 31 juillet au 6 novembre : bataille de Passchendaele.
- 9 août : un arrêté de l'occupant généralise l'emploi du néerlandais dans la région administrative flamande, qui comprend Bruxelles et sa périphérie. Les magistrats communaux bruxellois refusent d'obtempérer.
- 11 novembre : le Conseil de Flandre déclare déchu le gouvernement belge du Havre.
- 22 décembre : le Conseil de Flandre proclame l'indépendance de cette dernière.

## Décès
- 5 janvier : Lieutenant-Général Félix Wielemans, chef d'état-major et conseiller du roi Albert Ier durant la Première Guerre mondiale.